# Titanodula attenboroughi
Titanodula attenboroughi (лат.) — вид богомолов из семейства Mantidae (Hierodulinae).
Встречаются в юго-восточной Азии (Вьетнам). Назван в честь натуралиста Дэвида Аттенборо, в знак признания его многолетних усилий по распространению знаний обо всех существах, которые являются частью мира природы, и выступление за их защиту и сохранение.

## Описание
Длина около 10 см. Пронотум очень мелко зубчатый по краям прозоны у самок, без зубцов в метазоне, полностью гладкие края у самцов. Надкрылья покрывают брюшко полностью. Голова треугольная, шире высоты, с большими округлыми глазами. Антенны нитевидные. Переднеспинка длинная, с гладкой дорсальной поверхностью, без выступов или боковых расширений. Вентральная доля тазиков затемнена. Тёмные или чёрные пятна у основания 2-го, 10-го и 15-го шипиков передних бёдер. Все сегменты передних лапок чёрные спереди. Передние бёдра с 4 дисковидными шипами, 15 передневентральными шипами и 4 задневентральными шипами. Передние голени с 13—14 антеровентральными шипами и 10 задневентральных шипов. Фаллоидный апофизис с двумя склеротизованными отростками, передний отросток маленький и бугорчатый, широкий и куполообразный в основании с меньшим округлым выступом на его вершине, расположенным кзади от середины. Задний отросток копьевидный, со слабо развитым основанием, почти прямой, длинный и сильно склеротизированный, выступающий прямо или слегка диагонально в заднем направлении.
Titanodula attenboroughi является эндемиком ненарушенных лесов в Аннамитовых горах Вьетнама. Однако леса в известной области распространения находятся под большой угрозой исчезновения и продолжают исчезать с угрожающей скоростью. Для оценки природоохранного статуса в соответствии с руководством по оценке Красных списков МСОП необходимо больше данных о распространении, пока же вид считается в статусе «Виды, для оценки угрозы которым недостаточно данных» (DD, Data Deficient).